# 市中路
市中路，也就是市中一路（Shihjhong 1st Rd.），為高雄市的南北向重要道路之一，南起五福三路，北至力行路為止。早期高雄市除了市中一路還有與其平行的市中二路，也就是現在的成功一路（五福路到河南路段），後來市中二路統一與原來的成功一路合併而改名，所以現在只有市中一路而沒有市中二路。

## 行經行政區域
（由北至南）
- 三民區
- 前金區

## 沿線設施
（由北至南）
- 高雄鐵路綠園道（鐵道三街）
- 河濱國小
- 幸福川河東橋
- 七賢國中（舊址）
- 前金國中
- 高雄市立德棒球場
- 高雄市政府警察局
- 衛生福利部中央健康保險署高屏業務組
- 高雄地方法院
  - 高雄地方法院郵局（高雄地院內）
- 國民里園道
- 高雄市立高雄女子高級中學

## 公車資訊
- 漢程客運
  - 環狀168東 金獅湖站－金獅湖站
  - 環狀168西 金獅湖站－金獅湖站
- 統聯客運（市區公車）
  - 25 瑞豐站－歷史博物館

## 公共自行車
- 高雄市公共自行車租賃系統：
  - 河濱國小：建國三路/市中一路口(西南側)
  - 河南市中一路口：河南二路/市中一路(東北側)
  - 高雄市政府警察局：中正四路260號南側
  - 國民市中一路口：國民街/市中一路(東北側)
  - 光復三市中路口：光復三街與市中一路口東北側

## 內部連結
- 高雄市主要道路列表